# Prades (Pyrénées-Orientales)
Prades (på catalansk: Prada de Conflent) er en by og kommune i departementet Pyrénées-Orientales i Sydfrankrig.
Prades er også hovedby i et arrondissement og et kanton af samme navn.

## Geografi
Prades ligger midt i det gamle landskab Conflent ved floden Têt og for foden af Canigou-massivet.
Nærmeste større by er Perpignan 40 km mod øst. I umiddelbar nærhed ligger Villefranche-de-Conflent mod sydvest og Vernet-les-Bains mod syd.

## Historie
Stedet nævnes første gang i 843, hvor Karl den Skaldede giver villaen Prada til greven af Urgell og Cerdagne. Greven giver villaen til abbediet Sainte-Marie de Lagrasse omkring 855. Prades var herefter et herskab under Lagrasse helt til revolutionen..
I det 11. århundrede nævnes den nuværende sognekirke Saint-Pierre.
I det 13. århundrede får Prades en befæstet mur. I det 16. århundrede bliver den forstærket, men den er siden blevet revet ned.
I februar 1939 ankom flygtninge fra den spanske borgerkrig i titusindvis til Prades med tog fra Latour-de-Carol. Kvinder og børn blev evakueret, mens mændene blev tilbageholdt under opsyn af det 81. infanteriregiment.Blandt dem var (Pablo) Pau Casals. I de følgende interesserede han sig for andre eksil-spanieres skæbne i området. De spanske flygtninge udgjorde en vigtig del af modstandsbevægelsen i departementet under den tyske besættelse. Den 29. juli 1944 angreb 150 spanske og 50 franske modstandsfolk sammen Gestapos hovedkvarter i Prades.Det lykkedes dog ikke at indtage hovedkvarteret trods 5 timers hård kamp.
I 1950 arrangerede Pau Casals, som var blevet boende i Prades, en musikfestival, som efterfølgende kom til at bære hans navn. Pau Casals deltog selv i den årlige festival indtil 1966, som samlede nogle af tidens største instrumentalister.
Yderligere tiltag bidrog til kulturlivet i Prades. I 1955 startede den første filmklub i byen på initiativ af borgmesteren Louis Monestier og Marcel Tariol. I 1959 startede René Clair og Pau Casals en filmfestival, Les Rencontres Cinématographiques Internationales de Prades, som stadig afholdes hvert år i den tredje uge i juli. Endelig har byen siden 1968 været vært for den catalanske sommeruge (Universitat Catalana d'Estiu).

## Demografi

### Udvikling i folketal
| 1793 | 1800 | 1806 | 1821 | 1831 | 1836 | 1841 | 1846 | 1851 |
| ---- | ---- | ---- | ---- | ---- | ---- | ---- | ---- | ---- |
| 2119 | 2152 | 2344 | 2664 | 2836 | 3013 | 3145 | 3222 | 3367 |

| 1856 | 1861 | 1866 | 1872 | 1876 | 1881 | 1886 | 1891 | 1896 |
| ---- | ---- | ---- | ---- | ---- | ---- | ---- | ---- | ---- |
| 3074 | 3152 | 3579 | 3208 | 3877 | 3856 | 3816 | 3762 | 3666 |

| 1901 | 1906 | 1911 | 1921 | 1926 | 1931 | 1936 | 1946 | 1954 |
| ---- | ---- | ---- | ---- | ---- | ---- | ---- | ---- | ---- |
| 3835 | 3875 | 4146 | 3856 | 4170 | 4815 | 4946 | 5019 | 5393 |

| 1962                                                              | 1968 | 1975 | 1982 | 1990 | 1999 | 2006 | 2011 | 2017 |
| ----------------------------------------------------------------- | ---- | ---- | ---- | ---- | ---- | ---- | ---- | ---- |
| 5676                                                              | 5937 | 6448 | 6100 | 6009 | 5800 | 6221 | 5854 | 6124 |
| Tal fra og med 1962 er uden dobbelttælling (sans doubles comptes) |      |      |      |      |      |      |      |      |